# مورزوشلاگ
مورزوشلاگ (به آلمانی: Mürzzuschlag) یک شهر در اتریش است که در بروک مورتسوچلاگ واقع شده‌است. مورزوشلاگ ۱۲٫۲۶ کیلومتر مربع مساحت دارد ۶۷۰ متر بالاتر از سطح دریا واقع شده‌است.

## خواهرخوانده
شهرهای بلانسکو، آروشا، شیلان، شیلی و ترپتوو-کوپنیک خواهرخوانده‌های مورزوشلاگ هستند.